# Elecciones generales de las Islas Malvinas de 1997
Las elecciones generales de las Islas Malvinas de 1997 se celebraron el jueves 9 de octubre de 1997 para elegir a los miembros del Consejo Legislativo por sufragio universal, cinco de la circunscripción de Stanley y tres de la de Camp.
Fue la primera elección en realizarse después de que se llevó a cabo una reforma constitucional, que redistribuyó la representación en circunscripciones, dando un escaño adicional a Stanley y quitándole uno a Camp. La enmienda también modificó el derecho a sufragio.

## Resultados
Los candidatos en negritas fueron elegidos. Los candidatos en cursivas eran quienes se encontraban previamente en el Consejo.
| Elecciones generales de las islas Malvinas de 1997 |                |       |      |
| Escrutinio definitivo: Stanley                     |                |       |      |
| Candidato                                          | Partido        | Votos | %    |
| Jan Cheek                                          | Independiente  | 627   | 19,2 |
| Mike Summers                                       | Independiente  | 559   | 17,1 |
| Lewis Clifton                                      | Independiente  | 558   | 17,1 |
| John Birmingham                                    | Independiente  | 472   | 14,5 |
| Sharon Halford                                     | Independiente  | 450   | 13,8 |
| Ben Claxton                                        | Independiente  | 292   | 8,9  |
| June Besley-Clark                                  | Independiente  | 166   | 5,1  |
| A. Jones                                           | Independiente  | 98    | 3,0  |
| W. Davies                                          | Independiente  | 42    | 1,3  |
| Total de votos                                     | Total de votos | 3264  |      |
| Escrutinio definitivo: Camp                        |                |       |      |
| Bill Luxton                                        | Independiente  | 203   | 28,2 |
| Richard Cockwell                                   | Independiente  | 182   | 25,3 |
| Norma Edwards                                      | Independiente  | 174   | 24,2 |
| Richard Stevens                                    | Independiente  | 87    | 12,1 |
| Eric Gross                                         | Independiente  | 74    | 10,3 |
| Total de votos                                     | Total de votos | 720   |      |